# Polímero inorgánico

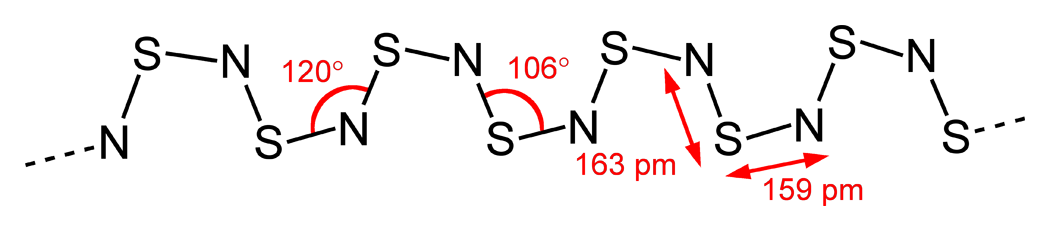
El polímero inorgánico (SN) _{x}

En la química de polímeros, se denomina  polímero inorgánico a aquel que tiene una estructura esquelética que no incluye átomos de carbono en la cadena principal. A veces, los  polímeros que contienen componentes inorgánicos y orgánicos se denominan polímeros híbridos, y la mayoría de los denominados polímeros inorgánicos son polímeros híbridos.  Uno de los ejemplos más conocidos es el polidimetilsiloxano, también conocido comúnmente como caucho de silicona. Los polímeros inorgánicos ofrecen algunas propiedades que no se encuentran en los materiales orgánicos, como la flexibilidad a bajas temperaturas, la conductividad eléctrica y la no inflamabilidad. El término polímero inorgánico se refiere generalmente a polímeros unidimensionales, más que a materiales fuertemente reticulados como los minerales de silicato. Los polímeros inorgánicos con propiedades ajustables o reactivas se denominan a veces polímeros inorgánicos inteligentes . Una clase especial de polímeros inorgánicos son los geopolímeros, que pueden ser antropogénicos o de origen natural.

## Cadena principal del grupo
Tradicionalmente, el área de los polímeros inorgánicos se centra en materiales compuestos exclusivamente por elementos del grupo principal

### Polímeros de homocadena
Los polímeros de homocadena tienen un solo tipo de átomo en la cadena principal. Un ejemplo es el azufre polimérico, que se forma reversiblemente al fundir cualquiera de los alótropos cíclicos, como el S₈. Los polisulfuros y los polisulfanos orgánicos presentan cadenas cortas de átomos de azufre coronadas, respectivamente, con alquilo y H.
El telurio elemental y el alótropo gris del selenio elemental también son polímeros, aunque no son procesables.

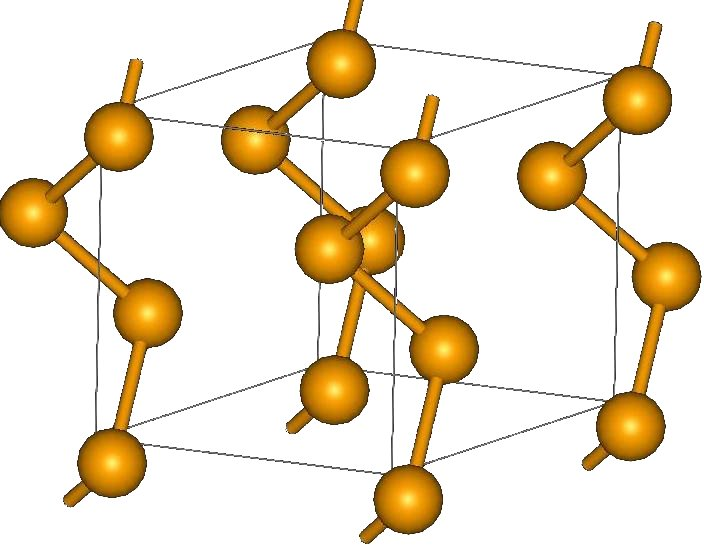
El alótropo gris del selenio consiste en cadenas helicoidales de átomos de Se.

Las formas poliméricas de los elementos del grupo IV son bien conocidas. Los principales materiales son los polisilanos, que son análogos al polietileno y a otros polímeros orgánicos relacionados. Son más frágiles que los análogos orgánicos y, debido a que los enlaces Si-Si son más largos, pueden llevar sustituyentes de mayor tamaño. El poli(dimetilsilano) se obtiene mediante reducción del dimetildiclorosilano. La pirólisis del poli(dimetilsilano) produce fibras de SiC.
También se conocen hasta cierto punto análogos más pesados de polisilanos. Entre ellos se incluyen los poligermanos ,[R
2Ge]
n, y poliestannanos ,[R
2Sn]
n
.

### Polímeros heterocatenarios

#### Basados en Si
Los polímeros de cadena hetero tienen más de un tipo de átomo en la cadena principal. Normalmente, se alternan dos tipos de átomos a lo largo de la cadena principal. Los polisiloxanos, con centros de Si y O -Si-O-Si-O en la cadena principal, son de gran interés comercial. Cada centro de silicio tiene dos sustituyentes, normalmente metilo o fenilo. Algunos ejemplos son el polidimetilsiloxano (PDMS, [Me2SiO]n), el polimetilhidrosiloxano (PMHS, [MeSi(H)O]n) y el polidifenilsiloxano [Ph2SiO]n). Los polisilazanos están relacionados con los siloxanos. Estos materiales tienen la fórmula básica -Si-N-Si-N-. Un ejemplo es el perhidridopolisilazano (PHPS). Estos materiales son de interés académico.

#### Basados en P
Una familia relacionada de polímeros inorgánicos que se ha estudiado en profundidad son los polifosfazenos. Presentan el esqueleto P-N-P-N. Con dos sustituyentes en el fósforo, son similares estructuralmente a los polisiloxanos. Estos materiales se generan mediante polimerización de apertura en anillo de hexaclorofosfazeno, seguida de la sustitución de los grupos P-Cl por alcóxido. Estos materiales tienen aplicaciones especializadas, como elastómeros.

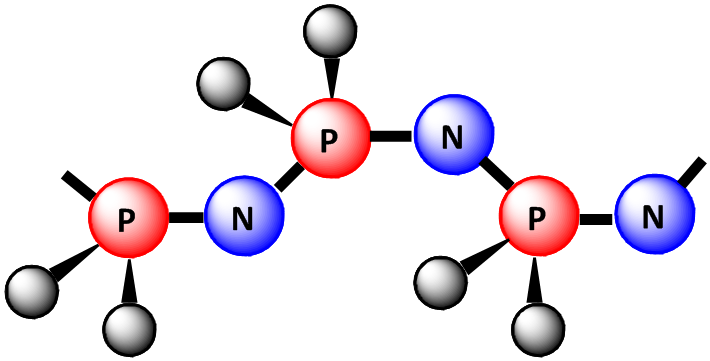
Estructura general de los polifosfacenos. Las esferas grises representan cualquier grupo orgánico o inorgánico.

#### Basados en B
Los polímeros de boro-nitrógeno presentan esqueletos de la forma B-N-B-N. Algunos ejemplos son los poliborazilenos y los poliaminoboranos. 

#### Basados en S
Los politiazoles tienen el esqueleto S-N-S-N. A diferencia de la mayoría de los polímeros inorgánicos, estos materiales carecen de sustituyentes en los átomos de la cadena principal. Estos materiales presentan una elevada conductividad eléctrica, un hallazgo que llamó mucho la atención en el momento en que se descubrió el poliacetileno. Es superconductor a temperaturas inferiores a 0,26 K.

#### Ionómeros
Los ionómeros no suelen clasificarse entre los polímeros inorgánicos de carga neutra. Entre los polímeros de fósforo-oxígeno y óxido de boro se incluyen los polifosfatos y los poliboratos.

## Polímeros que contienen metales de transición
Los polímeros inorgánicos también incluyen materiales con metales de transición en la estructura. Algunos ejemplos son los poliferrocenos, la sal de Krogmann y la sal verde de Magnus.

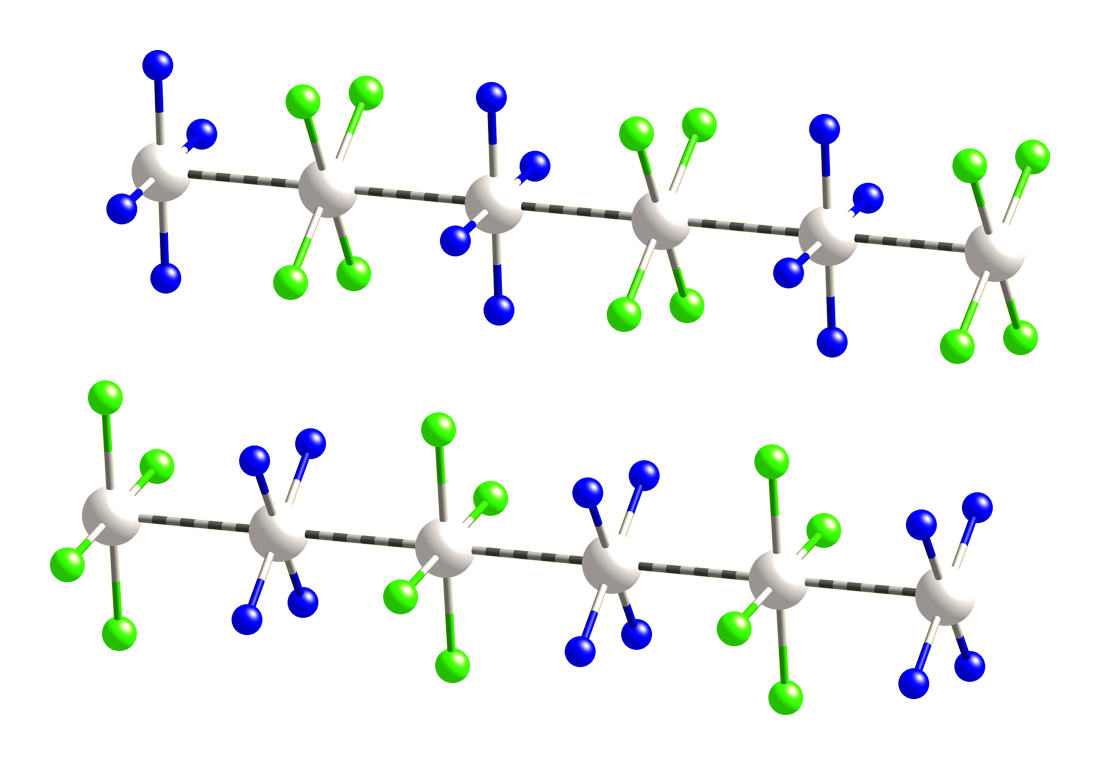
La sal verde de Magnus es una sal que presenta una cadena unidimensional de enlaces Pt-Pt débiles.

## Métodos de polimerización
Los polímeros inorgánicos se forman, al igual que los polímeros orgánicos, por:
- Polimerización por crecimiento escalonado: polisiloxanos;
- Polimerización por crecimiento en cadena: polisilanos;
- Polimerización por apertura de anillo : poli(diclorofosfaceno).

## Reacciones
Los polímeros inorgánicos son precursores de sólidos inorgánicos. Este tipo de reacción se ilustra con la conversión escalonada del borano amoniacal en anillos discretos y oligómeros, que tras pirólisis dan nitruros de boro.